# Karol Bartoszewski
Karol Bartoszewski (ur. 23 listopada 1837 w Jarosławiu, zm. 12 listopada 1901 w Jarosławiu) – jarosławski notariusz, burmistrz miasta, radny Rady powiatu (1875–1891).

## Życiorys
Pochodził z zubożałej rodziny szlacheckiej. Z wykształcenia prawnik, wykonywał zawód notariusza.
W 1873 został członkiem Rady miejskiej (asesorem) oraz wiceburmistrzem, a w 1876 burmistrzem. W latach 1885–1891 był wicemarszałkiem powiatu, a także posłem z okręgu Jarosław-Rzeszów do Rady Państwa w Wiedniu (w latach 1870–1879 i 1884–1891) oraz w latach 1870–1876 i 1888–1889 posłem do Sejmu Krajowego. W 1875 Rada Miasta przyznała mu tytuł honorowego obywatela Jarosławia. Był także burmistrzem Turki i honorowym obywatelem tego miasta. Był człowiekiem ogólnie znanym, niezależnym finansowo, z przekonania demokratą. Posiadał duże doświadczenie administracyjne i parlamentarne. Prowadził śmiałą politykę inwestycyjną.
Jego ożywiona działalność polityczna i liczne kontakty z ówczesną klasą rządową zaowocowały korzyściami dla Jarosławia decyzjami: przejęciem finansowania Szkoły Realnej przez budżet państwa i bezprocentową pożyczką na budowę koszar wojskowych przy ulicy Krakowskiej i na Giergoncie. W 1884 wybudowana została szkoła na przedmieściu Dolnoleżańskim oraz w latach 1885–1886 szkoła ludowa męska przy placu Bursy (obecnie plac ks. Piotra Skargi) a w latach 1887–1888 zakupiony i odbudowany został budynek szkoły pojezuickiej dla dziewczyn. Uzupełnieniem inwestycji oświatowych utrzymywanie przez miasto od 1877 szkoły koszykarskiej i od 1880 szkoły przemysłowej. Za jego kadencji zakończono budowę ulicy Kolejowej (obecnie Słowackiego), przebudowano ulicę Badeniego (obecnie Przemyska) oraz rozpoczęto budowę ulic: Poniatowskiego i Kraszewskiego. W 1884 przebudowano most na Sanie. Decydujące znaczenie dla finansów miejskich miała decyzja o nabyciu prawa propinacji od hr. Wilhelma Siemińskiego-Lewickiego. W 1880 propinację oddano w ręce prywatne, co spowodowało zmniejszenie dochodów miasta i wzrosły opłaty czynszowe. Wobec faktu deficytu w 1889 namiestnictwo podjęło decyzję o rozwiązaniu Rady Miejskiej i jego odwołaniu. Zmarł 12 listopada 1901 w Jarosławiu.